# Desfile dorado de los faraones

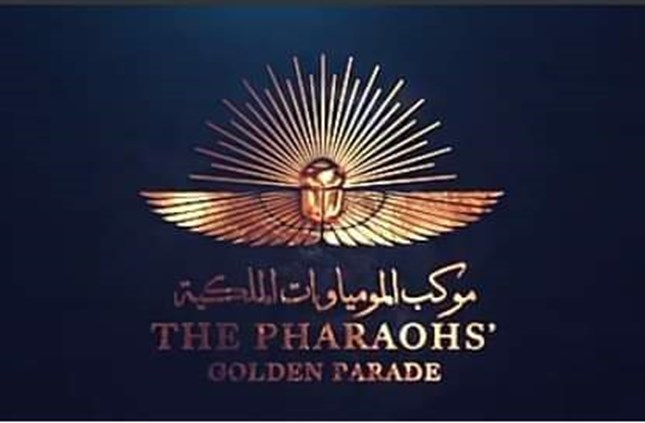
Logotipo oficial del evento

El desfile dorado de los faraones fue un evento acontecido en El Cairo, Egipto, el 3 de abril de 2021 en el cual fueron trasladadas veintidós momias, entre faraones y reinas del período del Imperio Nuevo de Egipto,  del Museo Egipcio de El Cairo al Museo Nacional de la Civilización Egipcia en Fustat

## Características del evento
Fue un gran evento público televisado a nivel mundial y transmitido vía Internet donde las momias cruzaron las calles de El Cairo en sarcófagos especiales dorados con temperatura controlada, a bordo de vehículos militares blindados y decorados para la ocasión, acompañados de una banda militar y orquesta sinfónica, guardas a caballo y actores ataviados a la moda del antiguo Egipto interpretando a sacerdotes y sacerdotisas, bailarines, portadoras de ofrendas y jóvenes en carros réplicas de los hallados desmontados en las tumbas. Tras cinco kilómetros y tres horas de espectáculo, fueron recibidos con las preceptivas salvas de cañón.

### Música del evento
La magistral ambientación musical fue compuesta por el egipcio Hesham Nazih, tocada por la United Philharmonic Orchestra de Egipto y dirigida por el maestro Nader Abbasi. La actuación incluyó un cántico en idioma egipcio antiguo titulado A Reverence for Isis, cantado por la soprano egipcia Amira Selim, cuyas palabras fueron tomadas de inscripciones de las paredes del templo de Deir el-Shelwit en Luxor. Otros artistas que participaron fueron las solistas Riham Abdel Karim, Nesma Mahgoub, la violinista Salma Sorour, Ahmed Monib con el rebab y Hany Elbadry con el ney.  Las letras utilizadas también fueron tomadas del Libro de los Muertos y los Textos de las Pirámides.

## Momias trasladadas
Las carrozas se trasladaron en un orden cronológico, encabezando el contingente el faraón de la dinastía XVII, Seqenenra Taa II, hasta Ramsés IX, que reinó en el siglo XII a. C.
- Faraón Seqenenra Taa
- Reina  Ahmose-Nefertari
- Faraón Amenofis I
- Reina  Ahmose-Meritamón
- Faraón Tutmosis I
- Faraón Tutmosis II
- Reina  Hatshepsut
- Faraón Tutmosis III
- Faraón Amenofis II
- Faraón Tutmosis IV
- Faraón Amenofis III
- Reina  Tiy
- Faraón Seti I
- Faraón Ramsés II
- Faraón Merenptah
- Faraón Seti II
- Faraón Siptah
- Faraón Ramsés III
- Faraón Ramsés IV
- Faraón Ramsés V
- Faraón Ramsés VI
- Faraón Ramsés IX